# 弓削大橋

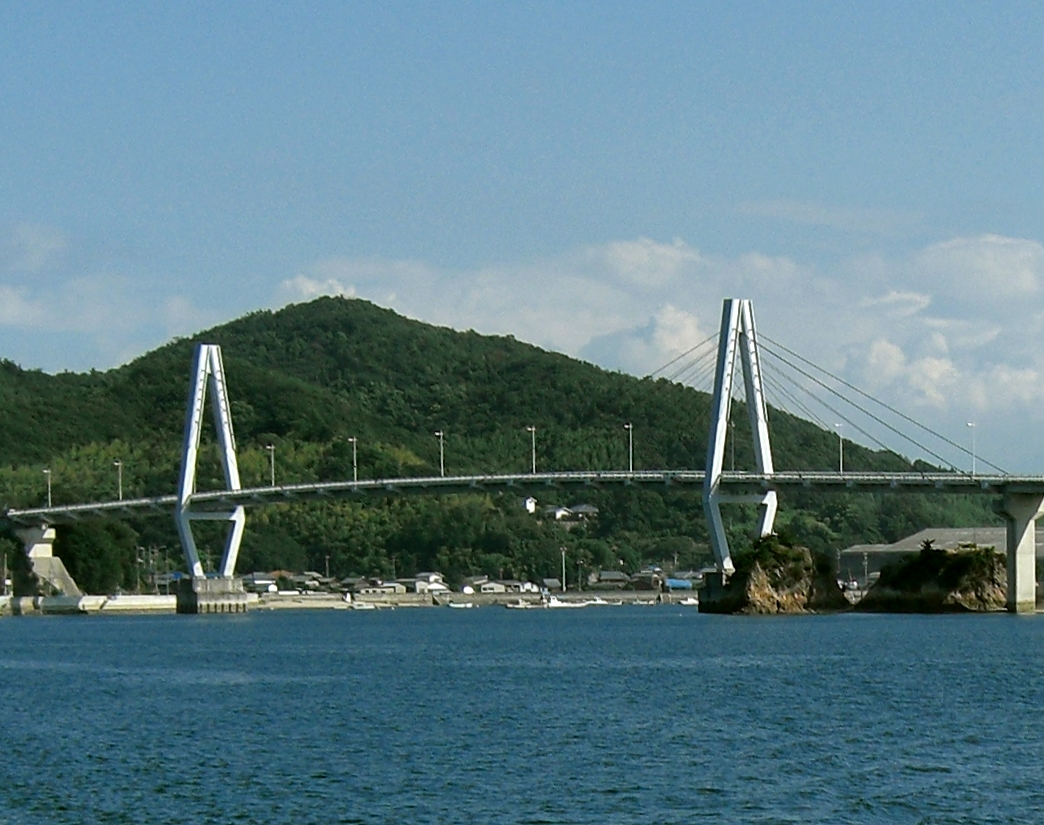
弓削大橋

弓削大橋（ゆげおおはし）は、愛媛県の弓削島と佐島との間に架かる橋梁。上島架橋構想の一環で、最初に着工、完成した。斜張橋。1996年3月開通。

## 建設の経緯
越智郡弓削町（現・同郡上島町）は、愛媛県の東北端に位置し、広島県境に接する、弓削島・佐島・他2つの島からなる。しかしながら、離島であることから、社会的にも経済的にも多くの課題を抱えていた。佐島（当時人口約900人）では、弓削町の中心地であり、役場もある弓削島と海峡を隔てていることから、受療、就学など生活、経済活動の面で大きな支障があった。このため、弓削島と佐島とを結ぶ架橋は、島民の長年の悲願であった。
この実現に向け、愛媛県と弓削町では1989年度（平成元年度）より「弓削大橋建設事業」を事業化し、詳細な調査や計画を進め、1990年度（平成2年度）から主橋梁の下部工事に着工し、1996年（平成8年）3月開通した。
弓削大橋の完成は、弓削島と佐島の一体化はもとより、交通の安全確保・時間短縮さらには、町土の有効利用とあいまって、住民生活の向上、地域産業の振興、地域の活性化に大いに寄与することが期待された。なお、本四架橋（瀬戸内しまなみ海道）以外では、愛媛県最初の島しょ部架橋となる（越智郡（旧）関前村は広島県側と繋がった）。

## 建設のあゆみ
- 1969年度 上島諸島総合開発協議会結成
- 1971年度 上島諸島総合開発協議会「上島諸島架橋計画書」作成
- 1973年度 越智郡島部架橋促進協議会結成
- 1973年度 愛媛県「越智郡島しょ部道路整備計画および架橋予備計画書」作成
- 1973 - 1975年度 建設省「西瀬戸島しよ部交通体系調査」
- 1980 - 1986年度 愛媛県単独費による弓削大橋関連基礎調査
- 1988年7月 愛媛県弓削大橋架橋検討委員会、県単独薯による橋梁概略設計
- 1989年度 町道佐島循環線橋梁整備（国庫補助）事業として採択
- 1990年7月 愛媛県が弓削町より事業受託
- 1990年11月 愛媛県、主橋梁下部工事着手
- 1996年3月 開通

（弓削町の資料から抜粋）

## 概要
- 路線名：一級町道 佐島循環線（当時）
- 区間：愛媛県越智郡弓削町太田 - 佐島（いずれも当時の地名表記）
- 道路規格：第3種第3級
- 延長：980m
- 航路高：21ｍ
- 事業期間：1989年度 - 1995年度
- 総事業費：32.5億円（概算）